# Liste der Naturdenkmale in Wasenbach
Die Liste der Naturdenkmale in Wasenbach nennt die im Gemeindegebiet von Wasenbach ausgewiesenen Naturdenkmale (Stand 20. Mai 2024).

## Ehemalige Naturdenkmale
| Nr. | Bezeichnung       | Lage                        | Beschreibung                                             | Bild                                    |
| --- | ----------------- | --------------------------- | -------------------------------------------------------- | --------------------------------------- |
|     | Alte Rosskastanie | Hauptstraße, vor Nr. 3 Lage | Aesculus hippocastanum; Rechtsverordnung 2013 aufgehoben | Direkt Bild zu diesem Denkmal hochladen |